# 共通外層

赤色巨星（赤色、左）がロッシュ・ローブを（緑色破線）を満たし、主系列星（黄色、右）への質量転移を開始する。質量転移が加速すると、巨星の核（灰色）と主系列星の核が共通外層に飲み込まれる。

共通外層(Common envelope)は、連星の進化における数ヶ月から数年と短命のフェーズであり、主星から伴星に対して不安定な質量転移が開始される。共通外層を持つ典型的な主星は、大きな対流層としばしばコンパクトな縮退核を持つ巨星である。

## 物理
共通外層は、何らかの理由で連星の軌道が崩壊するか、一方の恒星が急速に拡大し始める時に生じ始める。ロッシュ・ローブが一杯になると質量転移を開始し、結果として軌道はさらに縮んでロッシュ・ローブはさらに溢れ、質量転移を加速させる。その結果、軌道はさらに速く縮み、主星はさらに拡大する。これにより、不安定な質量転移の暴走が起こる。伴星が全ての物質を受け入れられない場合には、伴星を巻き込むような共通外層が形成される。
主星の核は、外層の拡大や共通外層の形成には参画せず、共通外層の中には、主星の核と伴星の2つの天体が含まれることになる。これらの2つの天体は、当初は共通外層の中で軌道運動を続ける。しかし、外層内のガスの抵抗によって、2つの天体はエネルギーを失うため軌道は近くなり、軌道速度は速くなる。失われた軌道エネルギーは、外層を加熱して拡張させ、どちらの外層も宇宙空間に排出されるか外層内の2つの天体が融合し、外層を拡大させるエネルギーを得られなくなった時に共通外層のフェーズは終了する。この共通外層の中で軌道が収縮するフェーズは、spiral-inとして知られる。
2つの天体が融合する前に共通外層がすべて放出されると、その後には巨星の核が白色矮星、伴星がそのまま主系列星として残ることになる。2つの天体はspiral-in過程の結果非常に短い公転周期を持つ近接連星となっている。共通外層進化は激変星としての活動を示すような近接連星系の主要な起源と考えられている
共通外層は、接触連星と混同されることがあるが、前者は数年単位で進行する動的で不安定な過程であり、後者は2つの恒星が接触するか融合してガスの外層を共有するような安定な配置で、通常数百万年から数十億年続く。接触連星では2つの恒星の外層は静水圧平衡の状態で公転周期と同期して自転しているのに対し、共通外層では静水圧平衡と同期自転のどちらも示さない。

## 観測
共通外層は観測するのが難しい。観測される共通外層は、通常の新星よりも明るいが超新星よりは暗いはずである。共通外層の光球は約5000Kと比較的冷たく、赤色のスペクトルを放出する。その大きさにより光度は大きくなり、赤色巨星ほどにもなる。共通外層が形成され始めると、光度が急激に上昇し、その後数ヶ月は、外層内の水素のプラズマ再結合のエネルギーによって一定の光度となる（II-P型超新星と似ている）。その後、光度は急激に低下する。
過去に上記のような特徴を持つ出来事が数回観測されており、これらは高輝度赤色新星と呼ばれている。これらの拡大速度は200-1000 km/sと比較的遅く、合計放射エネルギーは1038から1040 Jである 。
これまで観測された共通外層の可能性のある天体は、以下の通りである。
- M85 OT2006-1 - 全ての外層を放出した可能性
- さそり座V1309星 - 恒星が融合した可能性
- M31 RV
- いっかくじゅう座V838星